# Come Organisation
La Come Organisation fu l'etichetta discografica di William Bennett. Nata nel 1979 per produrre album dei Come, gruppo di cui lo stesso Bennett era membro, l'etichetta fu poi utilizzata per gli album dei più noti Whitehouse.

## Storia dell'etichetta
La Come Organisation nasce nel 1979 ispirandosi ad etichette come la Industrial Records dei Throbbing Gristle e la Ralph Records dei Residents. L'etichetta pubblicò molti lavori su cassetta continuandone la produzione, parallelamente a quella su vinile, fino al 1985, anno in cui chiuse.
Il primo disco prodotto fu il 7" "Come Sunday / Shaved Slits" dei Come nel 1979. Nel 1980, dopo lo scioglimento dei Come, la Come Organisation continuò a pubblicare i dischi degli Whitehouse fino al 1985. Con l'album "Great White Death" chiuse la sua produzione. Oltre ai gruppi dello stesso Bennett, la Come Organisation produsse altri artisti controversi e dalle sonorità estreme come Sutcliffe Jugend, Nurse With Wound e perfino Charles Manson. Importante fu poi il ruolo dell'etichetta nella carriera dell'italiano Maurizio Bianchi, che firmò il contratto stipulato da Steven Stapleton dei Nurse With Wound.
Dopo la chiusura dell'etichetta nel 1985 ed un periodo di pausa, Bennett fondò la Susan Lawly nel 1988.